# Samuel Akintola

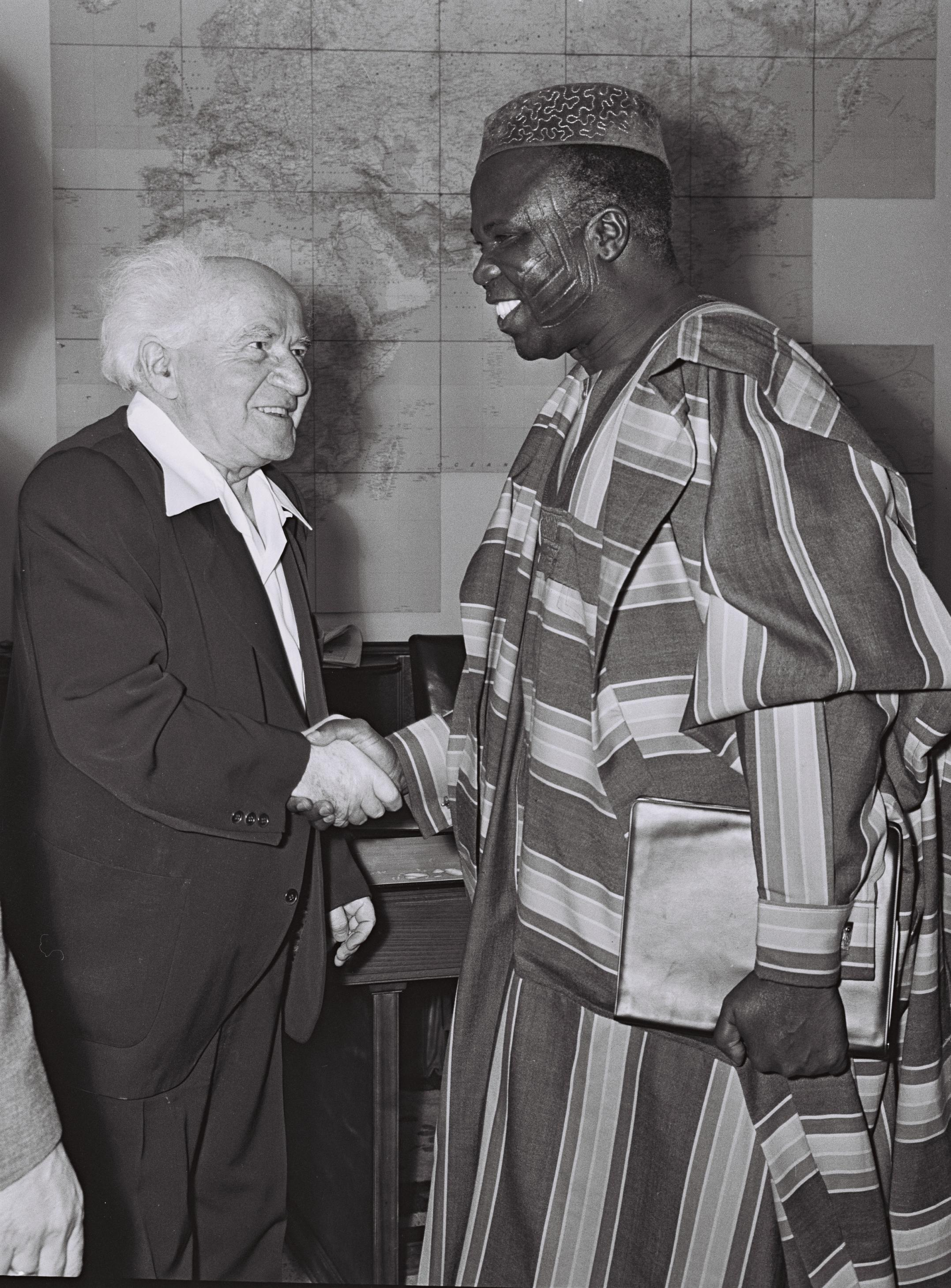
Samuel Akíntọ́lá amb David Ben-Gurion durant una visita a Israel el 1961

Samuel Ládòkè Akíntọ́lá o "S.L.A." (6 de juliol de 1910 – 15 de gener de 1966) fou un polític nigerià, advocat, aristòcrata i orador que va néixer en Ogbomosho, de l'antiga Regió Occidental de Nigèria. A més de servir com un dels pares fundadors de la Nigèria moderna, fou també elevat a la posició de Oloye Aare Ona Kakanfo XIII de Ioruba (Oyo).

## Primers anys
Akintola va néixer a Ogbomosho a la família de Akintola Akinbola i Akanke, el seu pare era un comerciant i descendent d'una família de comerciants. A una edat jove, la família va anar a Minna on fou breument educat en una escola de la Church Missionary Society. El 1922, va retornar a Ogbomosho per viure amb el seu avi i subsegüentment va anar a un Col·legi Baptista (Universitari) el 1925. Va ensenyar a l'Acadèmia Baptista de 1930 a 1942 i després va treballar breument amb l'Empresa de Ferrocarrils nigeriana. Durant aquest període, esdevingué amic de H.O. Davies, un advocat i polític i es va unir el Moviment de Joventut Nigerià on va assistir a Ernest Ikoli i va donar suport a aquest per representar a Lagos en el consell legislatiu en contra de la candidatura de Samuel Akisanya, qui tenia el suport de Nnamdi Azikiwe. Va formar part del Daily Service Newspaper  i aviat esdevingué l'editor el 1943 amb el suport de Akinola Maja, un accionista, reemplaçant Ernest Ikoli com a editor. Akintola fou també fundador de Iroyin Yoruba, un diari escrit en ioruba. El 1945, es va oposar la vaga general dirigida per Azikiwe i el seu National Council of Nigerian and the Cameroons (NCNC) i Michael Imoudu, guanyant el recel de polítics com Anthony Enahoro. El 1946, va guanyar una beca britànica per estudiar al Regne Unit i va completar els estudis legals el 1950. Va començar la seva carrera legal treballant com a advocat en afers civils. El 1952, va formar una societat amb Chris Ogunbanjo i Michael Odesanya.

## Carrera política
Després que va ser entrenat com a advocat en el Regne Unit, Akintola va retornar a Nigèria el 1949 i es va ajuntar amb altres nigerians ben formats de la Regió Occidental per formar el Grup d'Acció (AG) sota el lideratge del cap Obafemi Awolowo. Inicialment fou l'assessor legal del grup abans d'esdevenir el dirigent adjunt del líder el 1953 després de la mort de Bode Thomas. Va derrotar Arthur Prest en les primàries per a succeir a Bode Thomas. Com a dirigent adjunt del partit d'AG, no va servir en el Govern de la Regió Occidental dirigit per Awolowo però era el líder parlamentari del Grup d'Acció a l'oposició dins la Cambra de Representants de Nigèria. Al nivell federal va servir com a Ministre per Salut i després com a Ministre de Comunicacions i Aviació.
Decisions sobre la direcció d'aliances estratègiques pel partit, l'adopció de socialisme democràtic com a plataforma política i la batalla per supremacia en el partit va portar a desacords entre Akintola i Awolowo. Akintola discrepava amb Awolowo de la decisió de no unir-se al govern de coalició. Akintola sentia que els iorubes de l'oest perdien la seva posició eminent en empreses, universitats i administració dins Nigèria enfront dels igbos de l'est senzillament perquè els igbos controlaven el NCNC hi s'havien unit al govern i l'AG no ho havia fet. També s'oposava a la decisió d'adoptar el socialisme democràtic com la seva ideologia, preferint una orientació més conservadora.

## Crítiques
Després de les eleccions en que AG fou derrotada, Akintola havia de ser primer ministre (amb Awalowo com a cap de l'oposició al parlament federal), volia seguir mentre Awalowo optava per passar a l'oposició. Akintola va ser acusat per Awolowo de provar de suplantar-lo com a dirigent del partit. El maig de 1962 la Cambra Baixa de l'assemblea regional es va reunir per treure Akintola de la seva posició després que poc abans el partit havia aprovat una moció de desconfiança al primer ministre en una reunió dels seus membres; la crisi va esclatar. Alhaji Dauda Soroye Adegbenro del Grup d'Acció fou nomenat primer ministre. El partit AG es va trencar en dues faccions portant la crisi al parlament de la Regió Occidental el que va forçar al govern/federal central, del Primer ministre Abubakar Tafawa Balewa a declarar l'estat d'Emergència a la regió i el Cap (Dr.) Moises Adekoyejo Majekodunmi, Ministre Federal de Salut va ser nomenat Administrador. Finalment Akintola va ser restaurat a poder (fins i tot encara que havia perdut la batalla legal amb el Comitè Judicial del Consell Privat, llavors el més alt tribunal de Nigèria) com a primer ministre regional l'1 de gener de 1963. En l'elecció general de 1965, Akintola va guanyar però no com a membre del partit de Grup d'Acció, sinó com a dirigent d'un partit novament format anomenat Partit Democràtic Nacional de Nigeria (NNDP).
Durant el seu mandat va amasar cuantiosa fortuna simplement transferint diners dels comptes governamentals als seus propis, acumulant nombroses propietats arreu del país. Ell i els seus ministres van ser assenyalats no només de corrupció, sinó també de gangsgerisme polític, arribant inclús a assassinar adversaris polítics o a ordenar obrir foc sobre grups de manifestants.

## Mort
Akintola fou assassinat a Ibadan, la capital de Regió Occidental, en el dia de primer cop militar de Nigèria el 15 gener 1966—que va posar fi a la Primera República. Això fou l'anomenat "Cops dels Joves Comandants" o el "Cop dels Nois de Gener", el qual va resultar en l'assassinat de molts polítics destacats, majoritàriament membres del congrés dels Pobles del Nord.

## Impacte
Akintola va ser un notable orador i fou responsable de completar la fundació de la Universitat d'Ife (actualment Universitat Obafemi Awolowo) el 1962 mentre encara era primer ministre de la Regió Occidental. Va estar també implicat en el desenvolupament del Premier Hotel i altres monuments.